# Kanton Dol-de-Bretagne
Kanton Dol-de-Bretagne (francouzsky Canton de Dol-de-Bretagne) je francouzský kanton v departementu Ille-et-Vilaine v regionu Bretaň. Tvoří ho osm obcí.

## Obce kantonu
- Baguer-Morvan
- Baguer-Pican
- Cherrueix
- Dol-de-Bretagne
- Epiniac
- Mont-Dol
- Roz-Landrieux
- Le Vivier-sur-Mer